# Кузнецово (Шуйский район)
Кузнецово — село в Шуйском районе Ивановской области России, входит в состав Васильевского сельского поселения.

## География
Село расположено в 10 км на юго-запад от центра поселения села Васильевского и в 10 км на северо-восток от города Шуи.

## История
Деревянная церковь Успения Божией Матери в селе Кузнецове основана в тридцатых годах XVII столетия помещиком Даниилом Змиевым. В 1811 году вместо обветшавшей деревянной Успенской церкви на средства прихожан построена была каменная пятиглавая церковь с колокольней. При Успенской церкви имелась тёплая каменная церковь с одним престолом в честь Казанской иконы Божией Матери, построенная в 1775 году на средства прихожан. С 1886 года в селе существовала церковно-приходская школа.
В конце XIX — начале XX века село входило в состав Афанасьевской волости Шуйского уезда Владимирской губернии. В 1859 году в селе числилось 44 двора, в 1905 году — 28 дворов.
С 1928 года по день ареста в 1937 году в Успенском храме служил протоиерей Феодор Лебедев, в 2000 году Архиерейским собором Русской православной церкви причисленный к лику священномучеников.

## Население
| 1859 | 1905 | 2010 |
| ---- | ---- | ---- |
| 227  | ↘149 | ↘75  |

## Достопримечательности
В селе расположены действующие церковь Казанской иконы Божией Матери и церковь Успения Пресвятой Богородицы, входящие в состав Успенско-Казанского мужского монастыря